# ديمقراطية برجوازية
الديمقراطية البرجوازية مصطلح إستعمله لينين ومن بعده الشيوعيين لوصف الديمقراطية السائدة في آوروبا الغربية آنذاك والولايات المتحدة الأمريكية حيث أن الديمقراطية اصطلاحاً هي حكم عامة الناس أو بتعبير آخر حكم الشعب نفسه بنفسه وترى الدول الليبرالية أن ديمقراطيتها هي ديمقراطية شرعية في تمثيل الشعب لكن الشيوعيين يرون أن من يترشح للانتخابات البرلمانية غالباً يكون من طبقة ميسورة ماديا لكي يستطيع تمويل حملة انتخابية فهو بالتالي يمثل مصالح هذه الطبقة دون غيرها أو أنه يتمول من شركات وأصحاب مال ليمثل مصالحهم ولهذا سميت الديمقراطية المطبقة في الدول الليبرالية بالديمقراطية البرجوازية ويعتبر الشييوعيين أن الديمقراطية الاشتراكية هي التمثيل الحقيقي للشعب.